# 香川県道213号多度津停車場線
香川県道213号多度津停車場線（かがわけんどう213ごう たどつていしゃじょうせん）は、香川県仲多度郡多度津町を通る一般県道である。

## 概要

### 路線データ
- 起点：香川県仲多度郡多度津町栄町3丁目（土讃線 多度津駅前、香川県道214号多度津停車場道隆寺線起点）
- 終点：香川県仲多度郡多度津町仲ノ町（香川県道25号善通寺多度津線交点）

## 地理

### 通過する自治体
- 仲多度郡多度津町

### 交差する道路
| 交差する道路                      | 交差する場所 | 交差する場所 |
| --------------------------------- | ------------ | ------------ |
| 香川県道214号多度津停車場道隆寺線 | 栄町3丁目    | 起点         |
| 香川県道25号善通寺多度津線        | 仲ノ町       | 終点         |

### 沿線
- JR四国土讃線 多度津駅
- 香川県立多度津高等学校
- 多度津町立多度津小学校
- 多度津町立多度津幼稚園